# Іст-Венатчі (Вашингтон)
Іст-Венатчі (англ. East Wenatchee) — місто (англ. city) в США, в окрузі Дуглас штату Вашингтон. Населення — 14 158 осіб (2020).

## Географія
Іст-Венатчі розташований за координатами 47°25′2″ пн. ш. 120°16′49″ зх. д. / 47.41722° пн. ш. 120.28028° зх. д. (47.417173, -120.280273).  За даними Бюро перепису населення США в 2010 році місто мало площу 9,87 км², з яких 9,85 км² — суходіл та 0,02 км² — водойми.

### Клімат
| Клімат : Іст-Венатчі    | Клімат : Іст-Венатчі | Клімат : Іст-Венатчі | Клімат : Іст-Венатчі | Клімат : Іст-Венатчі | Клімат : Іст-Венатчі | Клімат : Іст-Венатчі | Клімат : Іст-Венатчі | Клімат : Іст-Венатчі | Клімат : Іст-Венатчі | Клімат : Іст-Венатчі | Клімат : Іст-Венатчі | Клімат : Іст-Венатчі | Клімат : Іст-Венатчі |
| Показник                | Січ.                 | Лют.                 | Бер.                 | Квіт.                | Трав.                | Черв.                | Лип.                 | Серп.                | Вер.                 | Жовт.                | Лист.                | Груд.                | Рік                  |
| Абсолютний максимум, °C | 15,6                 | 18,3                 | 25,6                 | 33,9                 | 39,4                 | 42,8                 | 42,2                 | 42,8                 | 38,3                 | 32,2                 | 21,1                 | 16,7                 | 42,8                 |
| Середній максимум, °C   | 1,1                  | 5,7                  | 11,7                 | 16,8                 | 21,8                 | 26,1                 | 30,8                 | 30,1                 | 24,9                 | 16,4                 | 6,8                  | 0,9                  | 16,1                 |
| Середній мінімум, °C    | −5,5                 | −2,7                 | 0,7                  | 4,3                  | 8,4                  | 12,4                 | 15,8                 | 15,5                 | 10,8                 | 4,7                  | −0,8                 | −4,9                 | 4,9                  |
| Абсолютний мінімум, °C  | −24,4                | −26,1                | −14,4                | −3,9                 | 0,0                  | 3,3                  | 6,1                  | 5,6                  | −0,6                 | −9,4                 | −20,6                | −29,4                | −29,4                |
| Норма опадів, мм        | 28                   | 20                   | 16                   | 15                   | 16                   | 14                   | 7                    | 8                    | 8                    | 12                   | 27                   | 35                   | 206                  |
| ----------------------- | -------------------- | -------------------- | -------------------- | -------------------- | -------------------- | -------------------- | -------------------- | -------------------- | -------------------- | -------------------- | -------------------- | -------------------- | -------------------- |
| Джерело:                |                      |                      |                      |                      |                      |                      |                      |                      |                      |                      |                      |                      |                      |

## Демографія
Згідно з переписом 2010 року, у місті мешкало 13 190 осіб у 4997 домогосподарствах у складі 3517 родин. Густота населення становила 1337 осіб/км².  Було 5275 помешкань (535/км²).
Расовий склад населення:
| - 80,1 % — білих - 1,2 % — корінних американців - 0,9 % — азіатів - 0,3 % — чорних або афроамериканців - 0,1 % — вихідців з тихоокеанських островів - 14,0 % — осіб інших рас |

До двох чи більше рас належало 3,4 %. Частка іспаномовних становила 23,4 % від усіх жителів.
За віковим діапазоном населення розподілялося таким чином: 26,4 % — особи молодші 18 років, 59,4 % — особи у віці 18—64 років, 14,2 % — особи у віці 65 років та старші. Медіана віку мешканця становила 35,2 року. На 100 осіб жіночої статі у місті припадало 93,9 чоловіків;  на 100 жінок у віці від 18 років та старших — 92,1 чоловіків також старших 18 років.
Середній дохід на одне домашнє господарство  становив 60 681 долар США (медіана — 53 206), а середній дохід на одну сім'ю — 65 296 доларів (медіана — 59 551). Медіана доходів становила 41 320 доларів для чоловіків та 31 689 доларів для жінок. За межею бідності перебувало 16,9 % осіб, у тому числі 26,4 % дітей у віці до 18 років та 6,5 % осіб у віці 65 років та старших.
Цивільне працевлаштоване населення становило 6217 осіб. Основні галузі зайнятості: роздрібна торгівля — 20,0 %, освіта, охорона здоров'я та соціальна допомога — 19,8 %, сільське господарство, лісництво, риболовля — 12,2 %, будівництво — 8,8 %.